# Elhausen
Elhausen ist ein Ortsteil der Stadt Plettenberg im Märkischen Kreis in Nordrhein-Westfalen.
Der kleine Ort liegt im nördlichen Stadtgebiet Plettenbergs an der Jeutmecke und an der Lenne, nordwestlich der Ortschaft Ohle und südöstlich von Hilfringhausen. Die Jeutmecke durchfließt Elhausen und mündet in die Lenne.
Der öffentliche Personennahverkehr wird von der Märkischen Verkehrsgesellschaft mit den Linien 274 und 275 betrieben. Der nächstgelegene Bahnhof befindet sich in etwa 4 km Entfernung im Ortsteil Eiringhausen. An den überregionalen Straßenverkehr ist Elhausen über die Bundesstraße 236 angebunden.
Veranstaltungen finden seit 2011 im örtlichen „Landcafe zum Erlental“ statt. Hierzu zählt u. a. ein Weihnachtsmarkt, auf dem auch regionale Produkte angeboten werden. Das Landcafe befindet sich in einem 1964 zu einer Gaststätte mit Kegelbahn umgebauten Bauernhaus. 1997 wurde dort die „Gaststätte zum Erlental“ zuletzt bewirtschaftet und danach für Wohnzwecken umgebaut.
Elhausen wird erstmals 1311 als Edelosen erwähnt. In den Folgejahren finden sich die Namen Edelhusen (1375) und Elhuysen (1536). In den Dösseler Geschichtsquellen finden sich 1651 zusätzliche Attribute. Es wird von Nideren Elhausen und Oberen Elhausen geschrieben. Dies könnte sich auf die Lage an der Jeutmecke oder an der Lenne beziehen.